# Poa laxa ssp. flexuosa
Poa laxa ssp. flexuosa là một phân loài cỏ trong họ hòa thảo, thuộc chi poa.